# 灰蝶亞科
灰蝶亞科（Copper，學名：Lycaeninae）是灰蝶科裡的一個亞科，線灰蝶亞科的姐妹群。物種主要分佈於全北界，亦有些分佈於熱帶區。

## 分類
- 彩灰蝶族 Heliophorini
- 灰蝶族 Lycaenini